# 項鰏屬
項鰏屬（學名：Nuchequula）是蝴蝶魚目鰏科的一屬。

## 名称
本属学名由拉丁词根（意为“颈项”）及（意为“小马”）再加上阳性名词化后缀组成，因本属鱼类的项部有马鞍状斑纹而得名。

## 形态
本属鱼类的项部有马鞍状斑纹，后腹部到胸鳍间有一个棒球手套形的无色素区域，背鰭有硬棘8、9枚、軟條16、17枚，臀鰭硬棘3枚、軟條14枚。

## 分布
本属分布于印度洋到西太平洋一带，主要生存于热带浅海及咸淡水域，為底棲魚類，水深1至40米。

## 分類
本屬包含7個物種：
- 布氏項鰏 Nuchequula blochii (Valenciennes, 1835)
- 頸斑項鰏 Nuchequula nuchalis (Temminck & Schlegel, 1845)：又稱頸帶鰏。
- 若盾項鰏 Nuchequula gerreoides (Bleeker, 1851)：又稱美鰏。
- 圈項鰏 Nuchequula mannusella Chakrabarty & Sparks, 2007
- 黃項鰏 Nuchequula flavaxilla Kimura, Kimura & Ikejima, 2008
- 星項鰏 Nuchequula glenysae Kimura, Kimura & Ikejima, 2008
- 長角項鰏 Nuchequula longicornis Kimura, Kimura & Ikejima, 2008